# Skoki narciarskie na Mistrzostwach Świata Juniorów w Narciarstwie Klasycznym 2010
Skoki narciarskie na Mistrzostwach Świata Juniorów w Narciarstwie Klasycznym 2010 – zawody w skokach narciarskich, przeprowadzone w dniach 28–30 stycznia w niemieckim kurorcie Hinterzarten, w ramach Mistrzostw Świata Juniorów w Narciarstwie Klasycznym 2010. Areną zmagań skoczków była skocznia Adlerschanze.
Podczas mistrzostw odbyły się zawody indywidualne mężczyzn i kobiet, a także konkurs drużynowy mężczyzn. Zwycięzcą konkursu indywidualnego mężczyzn był Austriak Michael Hayböck. Poza nim na podium stanęli Peter Prevc i Diego Dellasega. W zawodach drużynowych na podium znalazły się zespoły Austrii, Niemiec i Słowenii. Wśród kobiet zwyciężyła Elena Runggaldier, która wyprzedziła Coline Mattel i Sarah Hendrickson.

## Wyniki

### Mężczyźni

#### Indywidualne
28 stycznia 2010
| Pozycja | Zawodnik             | Narodowość | Punkty |
| ------- | -------------------- | ---------- | ------ |
|         | Michael Hayböck      | Austria    | 282,5  |
|         | Peter Prevc          | Słowenia   | 278,5  |
|         | Diego Dellasega      | Włochy     | 266,0  |
| 4.      | Tobias Bogner        | Niemcy     | 260,0  |
| 5.      | Florian Schabereiter | Austria    | 257,5  |
| 6.      | Felix Schoft         | Niemcy     | 256,0  |
| 7.      | Władimir Zografski   | Bułgaria   | 253,5  |
| 8.      | Ville Larinto        | Finlandia  | 250,0  |
| 9.      | Pawieł Karielin      | Rosja      | 247,5  |
| 10.     | Mario Innauer        | Austria    | 245,0  |
| ...     |                      |            |        |

#### Drużynowo
30 stycznia 2010
| Pozycja | Państwo   | Zawodnicy                                                                | Punkty |
| ------- | --------- | ------------------------------------------------------------------------ | ------ |
|         | Austria   | Michael Hayböck Florian Schabereiter Lukas Müller Mario Innauer          | 1030,5 |
|         | Niemcy    | Tobias Bogner Pascal Bodmer Stephan Leyhe Felix Schoft                   | 1010,5 |
|         | Słowenia  | Peter Prevc Jaka Hvala Matic Kramaršič Dejan Judež                       | 1006,5 |
| 4.      | Finlandia | Ville Larinto Sami Niemi Jarkko Määttä Sami Saapunki                     | 950,5  |
| 5.      | Polska    | Grzegorz Miętus Klemens Murańka Krzysztof Miętus Dawid Kubacki           | 916,0  |
| 6.      | Japonia   | Kenshirō Itō Kento Sakuyama Yūmu Harada Shōtarō Hosoda                   | 903,0  |
| 7.      | Włochy    | Diego Dellasega Roberto Dellasega Michael Lunardi Alessio De Crignis     | 885,5  |
| 8.      | Rosja     | Pawieł Karielin Gieorgij Czerwiakow Aleksandr Sardyko Ilmir Chazietdinow | 809,0  |
| ...     |           |                                                                          |        |

### Kobiety

#### Indywidualne
29 stycznia 2010
| Pozycja | Zawodniczka                | Narodowość        | Punkty |
| ------- | -------------------------- | ----------------- | ------ |
|         | Elena Runggaldier          | Włochy            | 267,5  |
|         | Coline Mattel              | Francja           | 258,0  |
|         | Sarah Hendrickson          | Stany Zjednoczone | 249,5  |
| 4.      | Bigna Windmüller           | Szwajcaria        | 241,5  |
| 5.      | Carina Vogt                | Niemcy            | 240,0  |
| 6.      | Jacqueline Seifriedsberger | Austria           | 239,5  |
| 7.      | Sara Takanashi             | Japonia           | 238,5  |
| 7.      | Juliane Seyfarth           | Niemcy            | 238,5  |
| 9.      | Anna Rupprecht             | Niemcy            | 235,0  |
| 10.     | Eva Logar                  | Słowenia          | 229,5  |
| ...     |                            |                   |        |

## Klasyfikacja medalowa
| Miejsce | Państwo           |   |   |   | złoto · srebro · brąz |
| ------- | ----------------- | - | - | - | --------------------- |
| 1.      | Austria           | 2 | 0 | 0 | 2                     |
| 2.      | Włochy            | 1 | 0 | 1 | 2                     |
| 3.      | Słowenia          | 0 | 1 | 1 | 2                     |
| 4.      | Francja           | 0 | 1 | 0 | 1                     |
| 4.      | Niemcy            | 0 | 1 | 0 | 1                     |
| 6.      | Stany Zjednoczone | 0 | 0 | 1 | 1                     |